# Josefa Álvares Pereira Soares

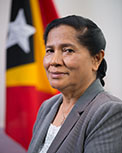
Josefa Álvares Pereira Soares

Josefa Álvares Pereira Soares (* 6. November 1953 in Uato-Lari, Portugiesisch-Timor) ist eine Politikerin aus Osttimor. Sie ist Mitglied der FRETILIN und stellvertretende Generalsekretärin der Partei. Außerdem ist sie Mitglied im Zentralkomitee und der Nationalen Politischen Kommission der FRETILIN. In der Frauenorganisation der Partei, der Organização Popular de Mulheres Timorense OPMT ist Soares stellvertretende Kreiskoordinatorin.

## Werdegang
Im Zivilberuf ist Soares Lehrerin. Von 1972 bis 1975 an der Grundschule in Farol (Dili) und von Juli bis November 1979 in Soibada.
Soares war 1974/75 Anhängerin UNETIM, der Studentenbewegung der FRETILIN. 1976 wurde sie in Soibada zur Assistentin in der FRRETILIN-Frauenbewegung OPMT gewählt und engagierte sich im Logistikteam der Alphabetisierungskampagne der Partei. Im Untergrund war sie die Leiterin des Produktionsteams für Seife von 1976 bis 1978. Am 15. Januar 1979 wurde sie von den indonesischen Besatzern in Barique gefangen genommen und zurück nach Soibada gebracht. Trotzdem blieb sie im Widerstand bis zum Ende der Besatzung 1999 aktiv. Von Dezember 1979 bis Juli 1999 war Soares wieder Lehrerin an der katholischen Grundschule in Uailili und von 1996 bis 1999 Direktorin der Schule. Zuletzt war Soares Lehrerin an der Sekundarschule Nr. 2 von Baucau.
Seit 2001 ist sie Abgeordnete im Nationalparlament Osttimors. Soares war in der Legislaturperiode von 2007 bis 2012 Mitglied der Kommission für Beseitigung der Armut, ländliche und regionale Entwicklung und Gleichstellung der Geschlechter (Kommission E) und saß seit 2012 in der Kommission für Infrastruktur, Transport und Kommunikation (Kommission E). Auch 2017 wurde sie auf Listenplatz 3 der FRETILIN wieder ins Parlament gewählt. Hier wurde sie Mitglied in der Kommission für Ethik (Kommission G) und ab September 2017 Delegierte der nationalen Gruppe des Nationalparlaments bei der parlamentarischen Versammlung der Gemeinschaft der Portugiesischsprachigen Länder (CPLP). Da die Minderheitsregierung von FRETILIN und PD sich im Parlament nicht durchsetzen konnte, löste es Präsident Francisco Guterres auf und rief zu Neuwahlen auf. Soares gelang bei der vorgezogenen Wahl am 12. Mai 2018 auf Platz 21 der FRETILIN-Liste der erneute Einzug ins Parlament. Soares wurde Mitglied in der Kommission für Bildung, Jugend, Kultur und Bürgerrechte (Kommission G) und am 16. Juni 2020 ihre Vizepräsidentin.
2006 war Soares Vizepräsidentin der Grupo Mulheres Parlamentares de Timor-Leste (GMPTL, deutsch Gruppe der Parlamentarierinnen von Osttimor), 2007 Chefin der Delegation der weiblichen Parlamentarier, die in die Philippinen reiste, von 2007 bis 2011 Vizepräsidentin des Netzwerks der weiblichen Parlamentarier der Abgeordnetenvereinigung der Gemeinschaft der Portugiesischsprachigen Länder (AP-CPLP) und von 2011 bis 2013 dann Präsidentin. Sie ist nun Mitglied der Kommission 3 der AP-CPLP. Präsidentin der GMPTL war sie 2011 bis 2012 und 2012 bis 2017.
Soares führte bei den Verhandlungen zur Regierungsbildung 2012 die Delegation der FRETILIN mit der CNRT. Von 2006 bis 2011 war sie Koordinatorin der OPMT und von 2011 bis 2016 erste stellvertretende Generalsekretärin. Im Zentralkomitee der FRETILIN (CCF) war Soares Mitglied von 2006 bis 2011 und von 2011 bis 2016, 2011 stellvertretende Generalsekretärin der FRETILIN und von 2011 bis 2016 Mitglied der Nationalen Politischen Kommission (CPN).
Von 2011 bis 2012 und 2016 war Soares Vizepräsidentin der Nationalen Kommission zur Vorbereitung und Organisation der Präsidentschafts- und Parlamentswahlen. Außerdem war sie Sekretärin der Vereinigung der Veteranen der Kombattanten des Befreiungskampfes (2010–2014), Vizechefin und Chefin des Komitees zur Organisation der Nationalkonferenz zur Reproduktionsgesundheit (2009).
Bei den Parlamentswahlen 2023 trat Soares nicht mehr an. Im August 2023 wurde Soares zu einer von fünf vom Nationalparlament in den Staatsrat entsandten Bürgern gewählt.